# Piper retropilosum
Piper retropilosum är en pepparväxtart som beskrevs av C. Dc.. Piper retropilosum ingår i släktet Piper och familjen pepparväxter. Inga underarter finns listade i Catalogue of Life.